# John Whetton Ehninger

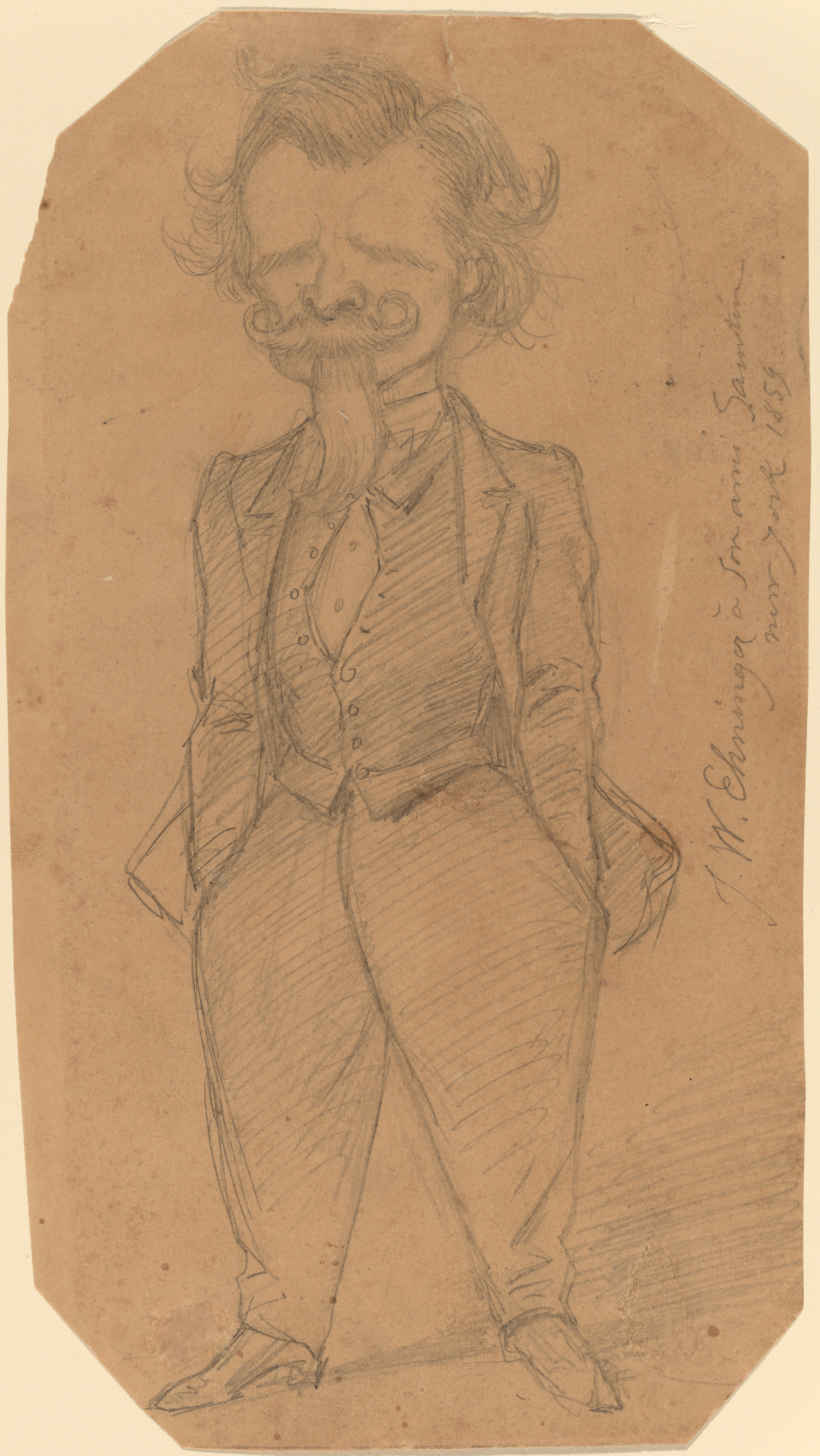
Selbstporträt, 1859, National Gallery of Art, Washington

John Whetton Ehninger, auch John Whetten Ehninger (* 22. Juli 1827 in New York City, New York; † 22. Januar 1889 in Saratoga, Saratoga Springs, New York), war ein US-amerikanischer Maler und Illustrator der Düsseldorfer Schule.

## Leben
Ehninger war Sohn des Pelzhändlers George Ehninger (* 1792), eines Neffen von Johann Jakob Astor. Seine Mutter hieß Elizabeth (Eliza) Whetten (1804–1884). Er wuchs in New York City auf, wo er 1847 ein Kunststudium an der Columbia University beendete. Nach einem Aufenthalt beim Maler Thomas Couture in Paris studierte er 1848 bis 1849 Malerei an der Kunstakademie Düsseldorf. Dort war er insbesondere Schüler von Karl Ferdinand Sohn. 1848 trat er dem Künstlerverein Malkasten bei, der seinerzeit als Treffpunkt einer Kolonie amerikanischer Maler fungierte. Auch Emanuel Leutze, Worthington Whittredge und Richard Caton Woodville gehörten diesem Kreis an. 1849 verließ Ehninger Düsseldorf, um weitere Kunstzentren Europas kennenzulernen. Sein Interesse galt besonders den alten Meistern der Malerei.

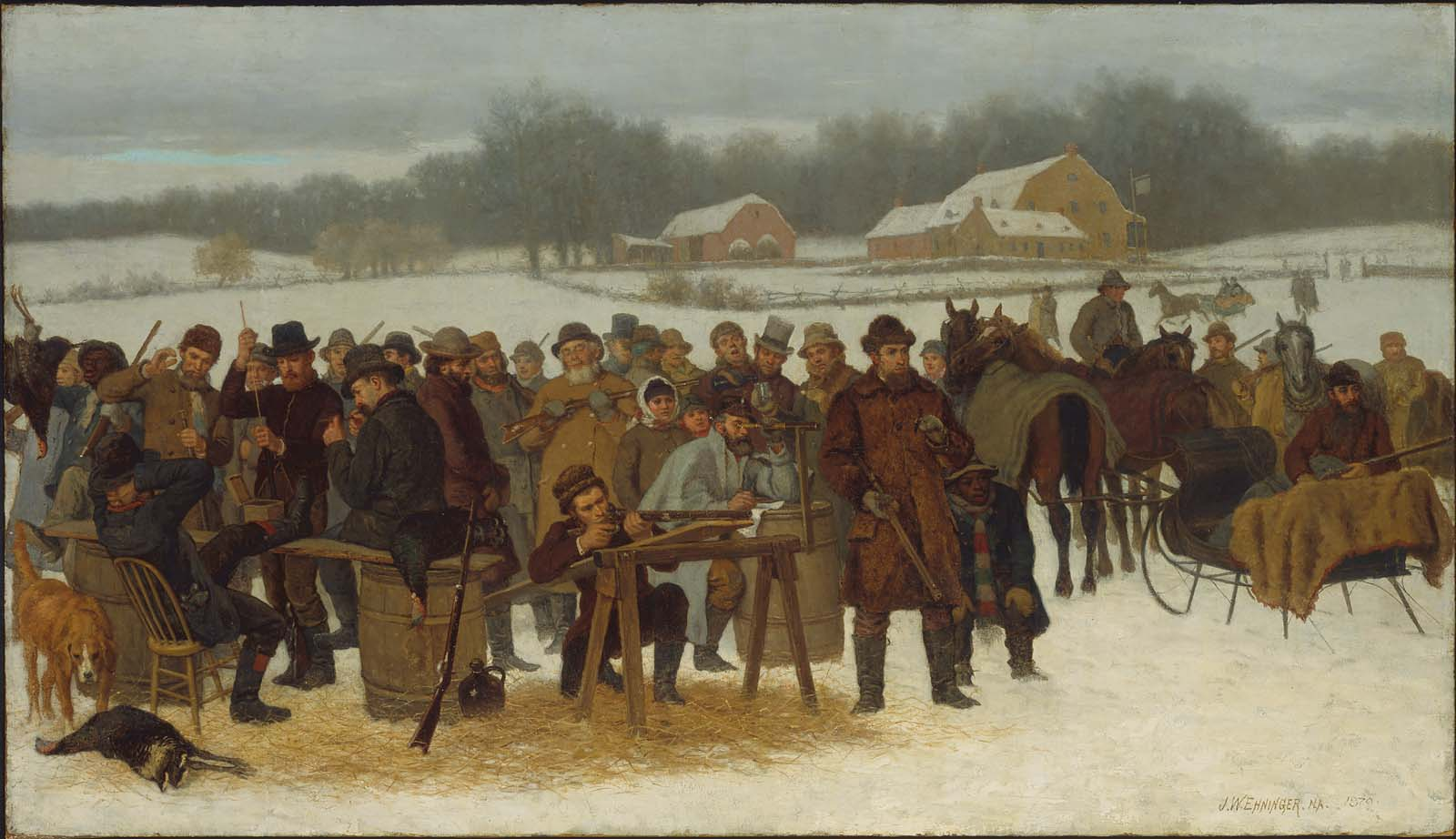
Truthahn-Schießen in Saratoga Springs, 1879, Museum of Fine Arts, Boston

Spätestens 1853 kehrte Ehninger in die Vereinigten Staaten zurück. Er ließ sich in seiner Heimatstadt New York City nieder, wo er sechs Jahre arbeitete und ausstellte und 1860 ein Vollmitglied der National Academy of Design wurde, nachdem er dort seit 1855 ein assoziiertes Mitglied gewesen war. Ab 1857 experimentierte Ehninger mit der Glasklischeedruck-Technik. Das Ergebnis, sein 1859 veröffentlichter Band Autograph Etchings by American Artists mit Druckgrafiken von Bildern bekannter amerikanischer Künstler, unter ihnen Asher Brown Durand, Eastman Johnson, John Frederick Kensett, Emanuel Leutze und Sanford Robinson Gifford, war nicht sehr erfolgreich, so dass er diese Technik aufgab. Nach einer erneuten Europareise siedelte Ehninger sich in Newport (Rhode Island) an, einer Sommerresidenz reicher New Yorker Bürger, wo er das Atelier von William Morris Hunt übernahm. 1872 zog er nach Saratoga (New York), wo er den Rest seines Lebens zubrachte. Ehningers Ehefrau war Katherine Beach. Ein Kunsthändler Ehningers war Samuel Putnam Avery.

## Werke (Auswahl)

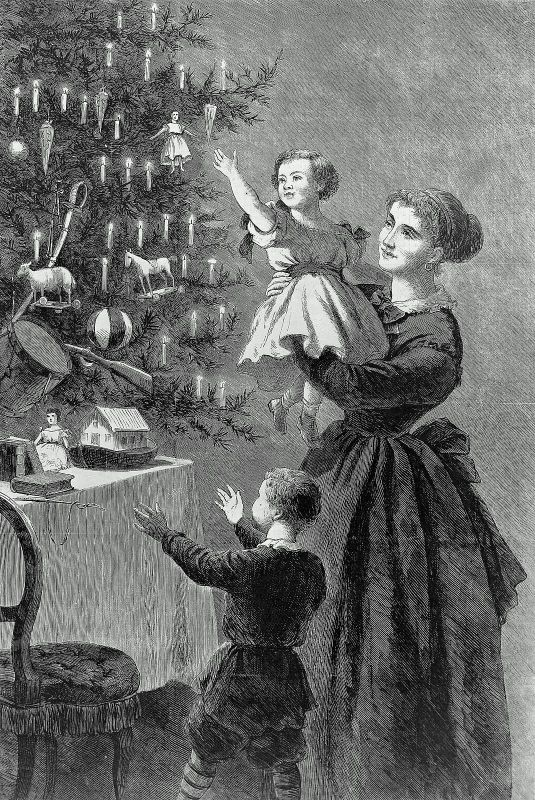
Christmas Tree, Illustration in der Zeitschrift Harper’s Bazaar, 1870

Ehninger schuf vorrangig Genrebilder, aber auch Porträts und Landschaftsgemälde sowie eine Reihe von Illustrationen:
- 1849: Illustrationen zu Thomas Hoods The bridge of sighs, 1845
- 1850: Illustrationen zu Washington Irvings Dolph Heyliger in: Bracebridge Hall, 1822
- 1850: Peter Stuyvesant, Gemälde nach Washington Irvings A History of New York, 1809
- 1855: New England Farmyard, Gemälde
- 1858: Acht Illustrationen zu Henry Wadsworth Longfellows The Courtship of Miles Standish, 1858, fotografiert von Mathew B. Brady[12]
- 1859: Autograph Etchings by American Artists, Band mit Grafiken nach Bildern amerikanischer Künstler im Glasklischeedruck
- Yankee Peddler, Gemälde
- Love me, Love my Horse, Gemälde
- The Foray, Gemälde
- The Sword, Gemälde
- Lady Jane Grey, Gemälde
- Christ Healing the Sick, Gemälde
- Death and the Gambler, Gemälde
- 1863: Old Kentucky Home, Gemälde als Reprise auf Eastman Johnsons Südstaaten-Genrebild Negro Life at the South (Old Kentucky Home), 1859,[13] basierend auf Harriet Beecher Stowes Onkel Toms Hütte[14]
- 1867: Autumnal Landscape, Gemälde
- 1870: Christmas Tree, Illustration in der Zeitschrift Harper’s Bazaar
- 1871: Monk, Gemälde
- 1877: Vintage in the Valtella, Gemälde
- 1878: Twilight from the Bridge of Pau, Gemälde
- 1879: Turkey Shoot at Saratoga Springs (Truthahn-Schießen in Saratoga Springs), Gemälde